# Potamothrix alatus
Potamothrix alatus är en ringmaskart som beskrevs av Finogenova 1972. Potamothrix alatus ingår i släktet Potamothrix och familjen glattmaskar. Inga underarter finns listade i Catalogue of Life.